# Economía en la Antigua Grecia
La economía de la Antigua Grecia se caracterizaba por la gran importancia de la agricultura, acrecentada todavía más por la pobreza relativa de los campos de cultivo de la geografía de Grecia. A comienzos del siglo VI a. C., se desarrolló la artesanía y el comercio (principalmente marítimo), que fueron cada vez más importantes en el periodo clásico.
Debe tenerse en cuenta que la idea de «economía» desde el punto de vista actual es relativamente anacrónica cuando se usa haciendo referencia a la Antigua Grecia. La palabra griega oikonomía (οiκονομία) hace referencia a los oikos (οiκος), que significan la casa o el horno. Por lo tanto, el diálogo de Jenofonte titulado Oeconomicus está dedicado a la gestión del hogar y de la agricultura en la antigua Grecia.
El economista Murray Rothbard, sin embargo, comenta que si bien el concepto en sí no existía, los antiguos filósofos griegos trataban con cuestiones que hoy en día serían identificadas como económicas.

## Agricultura

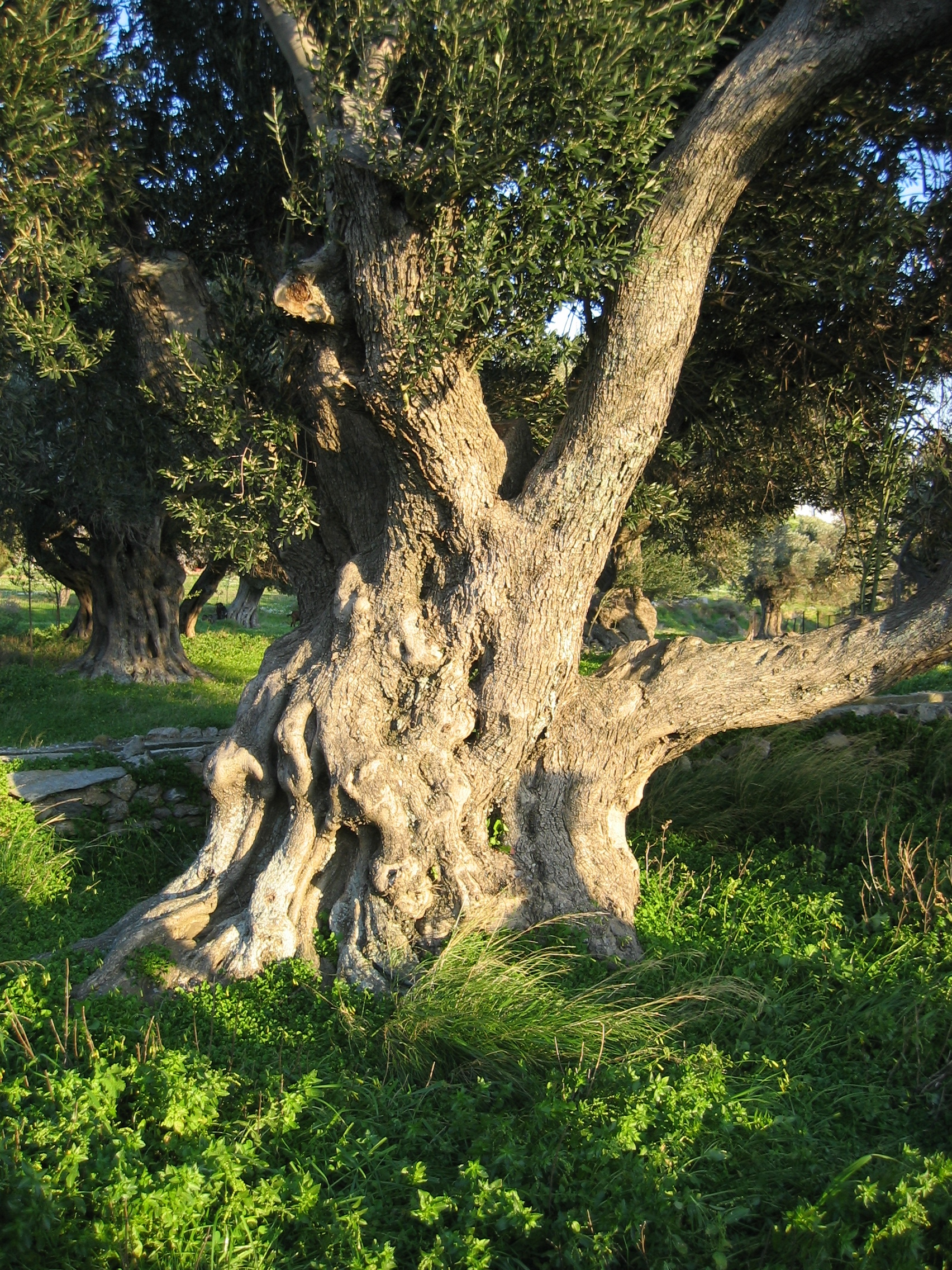
El olivo, una de las bases de la agricultura griega.

La agricultura fue la base de la economía de la Antigua Grecia. Desde los tiempos más antiguos, la agricultura griega estuvo basada en los tres tipos de plantaciones mediterráneas básicas: cereales, olivos y viñas. Sin embargo, debido a las restricciones naturales de la zona, la producción pronto comenzó a no ser suficiente para satisfacer a la demanda. La poca fertilidad de la tierra es, por tanto, lo que explica el comienzo de la creación de colonias griegas y la importancia de las cleruquías de Asia Menor en el control del trigo.
Además, la dieta se complementaba con el cultivo de hierbas, vegetales y plantas productoras de aceite. La ganadería, sin embargo, se desarrolló muy poco por la falta de pastos. Las especies más comunes entre los ganados eran las ovejas y las cabras. Se llevó a cabo la apicultura con la finalidad de obtener la miel, que por entonces era la única fuente conocida para obtener el azúcar.
La madera fue explotada de forma intensiva. Primero se utilizó con fines domésticos, pero luego se dedicó también a la construcción de trirremes.
Dados los medios con que se contaba entonces y las características de la agricultura como actividad intensiva en mano de obra, un 80 % de la población griega estaba dedicada a ella. El trabajo agrario seguía el ritmo de las estaciones: las olivas y las uvas se cosechaban a finales del otoño o comienzos del invierno. Las tierras quedaban sin cultivar en primavera, siguiendo con la práctica habitual de la rotación de cultivos, y se cosechaban los cereales en verano. Se cortaba la madera y se hacía la siembra en otoño.
En las eras más antiguas la mayor parte de la tierra era propiedad de la aristocracia. Durante el siglo VII a. C. la expansión demográfica llevó a la aparición de tensiones entre los propietarios y los trabajadores de la tierra. En Atenas la crisis se resolvió con las reformas de Solón, que eliminaban las disputas provocadas por la obligación de unión del trabajador al propietario por deudas, además de establecer protecciones para la clase trabajadora. Por lo demás, los dominios de los aristócratas griegos fueron pequeños en comparación con los latifundia romanos.

## Artesanías

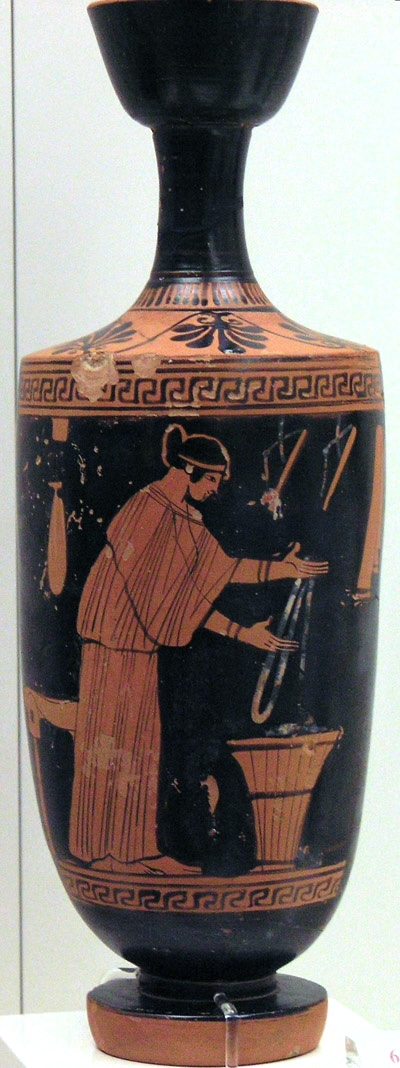
Mujer trabajando la lana, 480-470 a. C. Museo Arqueológico Nacional de Atenas.

Gran parte de la artesanía de la Antigua Grecia formaba parte de la esfera doméstica. Sin embargo, la situación fue cambiando gradualmente entre los siglos VIII y IV a. C. con el incremento de la comercialización de la economía griega. Por tanto, tareas tan importantes como son el tejido o la preparación de pan eran realizadas solamente por mujeres antes del siglo VI a. C. Con el crecimiento del comercio comenzó a utilizarse mucho la mano de obra de los esclavos en las artesanías. Solo los paños teñidos de la mejor calidad, y en particular el púrpura de Tiro se hacía en los talleres.
Por otro lado, el trabajo con el metal, el cuero, la madera o la arcilla eran actividades especializadas que se llevaban a cabo en talleres especializados. El taller prototípico solía ser familiar y, en ocasiones, recurría al trabajo de los esclavos. El taller de fabricación de escudos de Lisias, por ejemplo, utilizaba a 120 esclavos, y el padre de Demóstenes, que fabricaba espadas, usaba 32.
Tras la muerte de Pericles en 429 a. C. emergió una nueva clase social compuesta por los ricos dirigentes de talleres de artesanía. Entre estos podemos encontrar a Cleón de Atenas o a Cleofonte, que tenía un taller de liras.
Los trabajadores libres recibían una remuneración en función de cada trabajo llevado a cabo, dado que los talleres no podían permitirse garantizar un trabajo continuado. En Atenas, aquellos que trabajaban para la ciudad estado recibían una dracma al día, sin importar el trabajo que realizaran. El día de trabajo comenzaba normalmente a la salida del sol y finalizaba por la tarde.

### Cerámica
El trabajo de la cerámica consistía en elegir la arcilla, dar forma a la vasija, secarla y hornearla para luego aplicar un barniz. Parte de la producción se dedicaba al uso doméstico (platos, vasijas, lámparas de aceite, etc.) o para usos comerciales, y el resto se dedicaba a funciones religiosas o artísticas.
La fabricación de vasijas decoradas en Grecia tuvo influencias extranjeras muy fuertes. Por ejemplo, el estilo de figuras negras sobre fondo rojo procede muy probablemente de los artesanos corintios, que a su vez se deriva del estilo sirio de metalurgia. La altura a la que llevaron los griegos el arte de la cerámica es, por tanto, debida enteramente a su sensibilidad artística, y no a su capacidad técnica.
La alfarería en la Antigua Grecia era a menudo realizada por esclavos. Muchos de los fabricantes de cerámicas de Atenas se encontraban reunidos entre el ágora y el Dípilon, en el barrio que se conoce como el Cerámico. La mayoría eran pequeños talleres que estaban compuestos por un maestro, varios artesanos pagados y esclavos.

### Metalurgia
Las minas de metales son comunes en Grecia. Dentro de éstas las más conocidas son los yacimientos de plata en Laurion. (Véase minas de Laurion)
Las minas contribuyeron al desarrollo de Atenas en el siglo V a. C., cuando los atenienses aprendieron a hacer prospecciones y luego tratar y refinar las menas. Además, la composición de la tierra de la zona hacía que el drenaje no fuera necesario, lo cual tenía mucha importancia si tenemos en cuenta que las técnicas de drenaje de la Antigüedad no permitían la excavación por debajo de las aguas del subsuelo.
Los pasadizos y niveles de las minas griegas eran excavados con la misma preocupación por la proporción y la armonía que se ponía en la construcción de los templos. El trabajo era extremadamente difícil, dada la profundidad de los túneles, que podía ser mayor a los 100 metros. El minero, equipado con un pico y un martillo de hierro, trabajaba encorvado para extraer la galena. Las minas de Laurion, por ejemplo, eran explotadas por una gran población de esclavos, la mayoría procedentes de regiones del Mar Negro como Tracia o Paflagonia.
Otras minas griegas son:
- Oro: Sifnos, Tasos
- Plata: Chipre, Sifnos
- Hierro: Eubea, Rodas, y Chipre
- Cobre: Calcis, Eubea

## Comercio

### Comercio marítimo

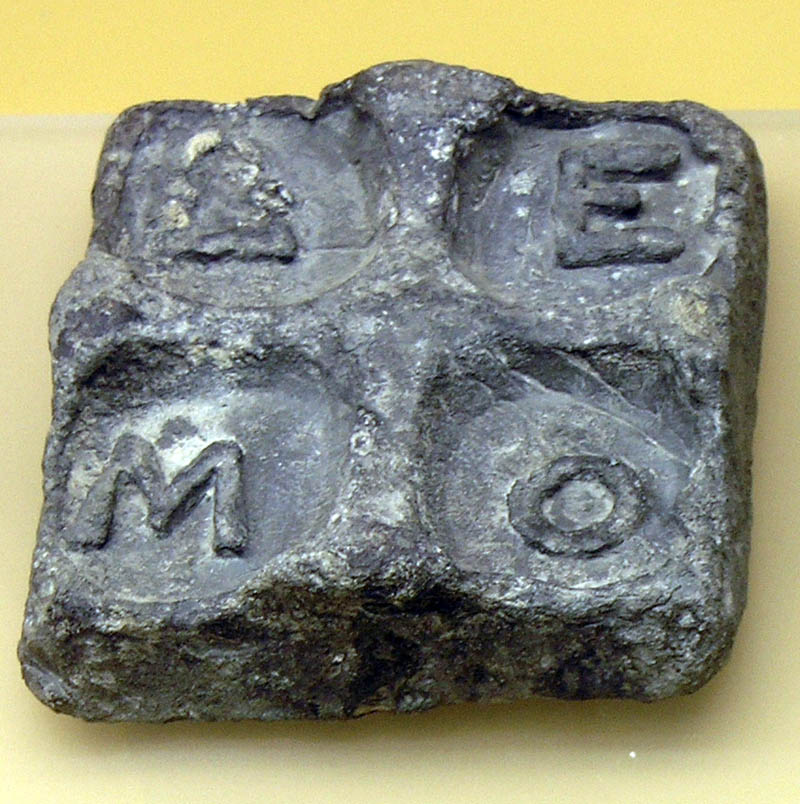
Peso de plomo, encontrado en el Ágora de Atenas, que era utilizado con fines comerciales. Museo Arqueológico Nacional de Atenas.

Muy pronto en la historia de Grecia, su posición geográfica y la necesidad de importar grano forzaron a su población a embarcarse en el comercio marítimo. Las áreas geográficas en las que los griegos encontraban el trigo que necesitaban eran Cirenaica, Egipto, Italia (especialmente el área de la Magna Grecia y la isla de Sicilia) y las regiones que rodean el Mar Negro. Atenas y Corinto servían como estaciones de paso del comercio para las islas del Mar Egeo.
Además del grano, se importaron productos como el papiro, especias, productos manufacturados, metales y materiales de construcción de naves como la madera, el lino o resina. Por otra parte, las ciudades griegas exportaban vino, cerámicas y aceite de oliva. Atenas vendía el mármol que extraía del monte de Pentélico, que tenía un gran renombre en el mundo griego, así como monedas de plata, conocidas por su elegante acuñación y por la calidad de su aleación. Las monedas no solo servían como dinero, sino que eran una fuente de metal (plata) en aquellos lugares en los que no se usaban como dinero.
Las fuentes actuales no tienen suficiente información como para evaluar con una gran precisión el volumen de bienes intercambiados en el comercio griego. Sin embargo, sí que existen algunas estimaciones imprecisas de la importancia relativa del comercio en su economía: Daniel Jew, por ejemplo, calcula que cerca de la mitad de la riqueza generada en la Atenas del siglo IV a. C. debía proceder de los beneficios del comercio. Ian Morris, por su parte, estima que el volumen de comercio del siglo IV a. C. en el mar Mediterráneo era aproximadamente el 20 % del volumen de comercio del siglo I.
Los impulsores del comercio griego eran los pertenecientes a la clase social de los comerciantes, conocidos como emporoi (ἕμποροι), a los que el estado imponía ciertos impuestos a la carga que transportaban. En el puerto de El Pireo (el principal de Atenas) el impuesto fue inicialmente fijado en un 1 % de la carga, y luego fue aumentado al 2 %. Para finales del siglo V a. C., el impuesto se había incrementado hasta 33 talentos.
En el año 413 a. C. Atenas perdió los ingresos que le suponían la recaudación de impuestos de la Liga de Delos e impuso una tarifa del 5 % en todos los puertos de su imperio esperando con ello aumentar los ingresos. Los impuestos no tenían una finalidad proteccionista, sino meramente recaudadora.
El crecimiento del comercio en Grecia llevó al desarrollo de técnicas financieras. Muchos mercaderes, ante la ausencia de suficientes activos líquidos, recurrían a la financiación de todas o de parte de sus expediciones. Uno de los préstamos típicos para este tipo de actividades en el siglo IV a. C. en Atenas era normalmente una importante suma de dinero (aunque no solía ser superior a 2000 dracmas), prestada por un corto plazo de tiempo (la duración del viaje, que podía ser de varias semanas o meses), a un alto tipo de interés (a menudo del 12 %, si bien podía alcanzar niveles del 100 %). Las condiciones contractuales siempre se establecían por escrito, y se diferenciaban de los préstamos entre amigos (eranoi). El prestador asumía todos los riesgos del viaje, y a cambio el prestatario garantizaba el préstamo con la carga y con su flota, que como precaución era inmovilizada al retorno del viaje en el puerto del Pireo.
El comercio en la Antigua Grecia era una actividad libre en la que el estado solo controlaba el suministro de grano. En Atenas, después de la primera reunión de los Pritanos, la normativa sobre el comercio fue revisada y se creó un comité especial para la supervisión del comercio del trigo, la harina y el pan.
El número de naufragios encontrados en el mar Mediterráneo nos da una evidencia muy valiosa del desarrollo del comercio en la Antigüedad. Sólo dos naufragios han sido fechados antes del siglo VIII a. C., mientras que los arqueólogos han encontrado 46 del siglo IV a. C. Esto da una idea de que hubo un gran incremento del volumen de comercio entre estos siglos y, considerando el aumento medio del tonelaje de los navíos, se calcula que el volumen de comercio total probablemente se incrementó unas 30 veces.

### Comercio al por menor
La información que se tiene sobre la actividad minorista en Grecia es poca. Los obreros y artesanos solían vender sus propios productos, si bien también existieron comerciantes minoristas conocidos como kápêloi (κάπηλοι). Estaban reunidos en gremios y se dedicaban a la venta del pescado, aceite de oliva y verduras. Las mujeres vendían perfume y lazos decorativos.
Pagaban un impuesto por el espacio que ocupaban en el mercado y no solían estar bien vistos por la mayoría de la población, siendo objeto a menudo de hacer trampas con las medidas. Los pesos utilizados se solían revisar periódicamente y comparar con los pesos estándar.
Además, en paralelo a los mercaderes profesionales, estaban también los individuos que vendían el excedente de la producción doméstica, ya fuesen vegetales, aceite de oliva o pan, como ocurría con muchos pequeños granjeros de Ática. Entre los habitantes de las ciudades, esta tarea también recaía en las mujeres. Tenemos constancia de que, por ejemplo, la madre de Eurípides vendía verduras de su jardín.

## Impuestos
La imposición directa no estaba bien desarrollada en la Antigua Grecia. Existía un impuesto llamado eisphora (εἰσφορά) que se imponía a los muy ricos, pero que solo se recaudaba cuando se necesitaban los fondos (normalmente en tiempos de guerra). Las grandes fortunas también estaban sometidas a las liturgias, que consistían en la obligación de financiar las obras públicas. Podrían consistir en el mantenimiento de un trirreme, un coro durante un festival de teatro o un gimnasio. En algunos casos el prestigio que acarreaba llevar a cabo estas acciones servía para atraer a los voluntarios. En otros casos se trataba de una donación obligatoria.
En algunas ciudades, como Mileto o Teos, se imponían fuertes tributos a los ciudadanos.
Por otra parte, los impuestos indirectos eran bastante importantes. Se imponían impuestos sobre las casas, los esclavos, el ganado y animales domésticos, el vino y el heno, así como sobre otros productos. El derecho a recolectar esos impuestos solían transferirse a los publicanos, o telônai (τελῶναι). Sin embargo, esto no era así en todas las ciudades: las minas de oro de Tasos o los impuestos sobre el comercio de Atenas les permitían eliminar esos impuestos indirectos. Otros grupos dependientes como los penestes con respecto a Tesalia o los hilotas con Esparta pagaban los impuestos a la ciudad estado a la que se encontraban sometidos.

## Moneda

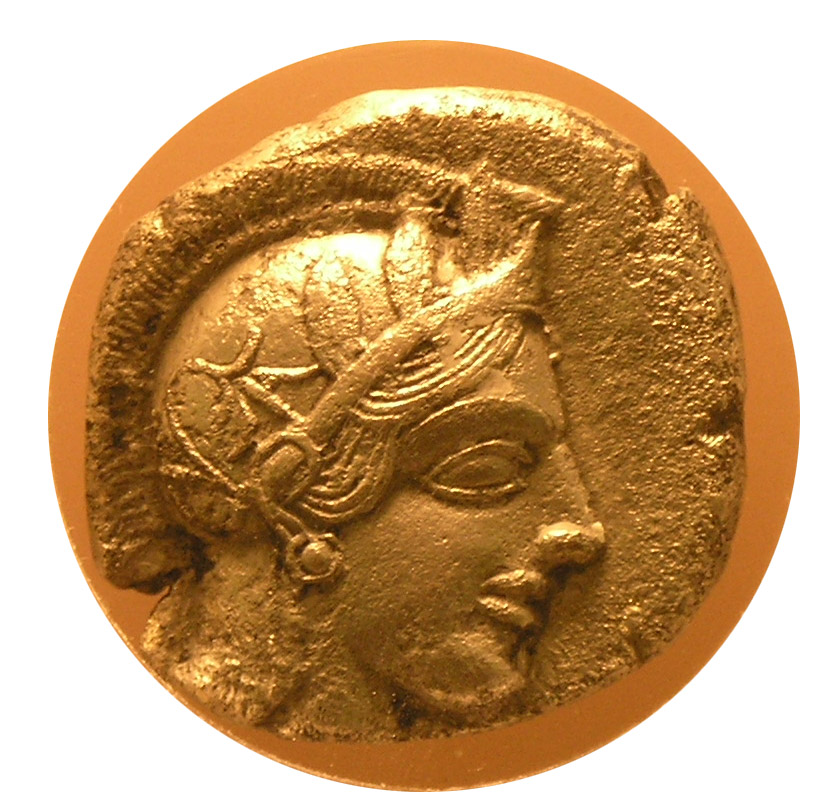
Moneda ateniense, Museo del Ágora de Atenas.

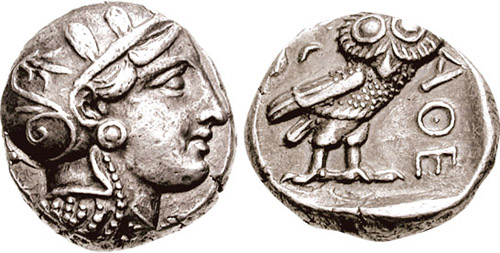
Moneda ateniense en la que aparece representado el famoso mochuelo de Atenea.

La acuñación de monedas comenzó en Lidia alrededor del año 600 a. C. Las primeras monedas que se fueron creando se pusieron en circulación en las ciudades de Asia Menor que estaban bajo su control.
La técnica de acuñación de monedas llegó a Grecia alrededor del año 550 a. C., comenzando por ciudades comerciales costeras como Egina o Atenas. Su uso se fue extendiendo y las ciudades estado pronto regularon un monopolio para la creación de las mismas.
Las primeras monedas estaban compuestas de electro (una aleación de oro y plata) y luego aparecieron las de plata pura, que era el metal valioso más común de la región. Tracia y Macedonia extraían el metal de las minas del monte Pangeo, mientras que Atenas lo extraía de las minas de Laurion. Más adelante, a partir del siglo V a. C., comenzarían también a acuñarse monedas menos valiosas, realizadas en bronce.
Las monedas más famosas de la Antigüedad griega fueron las "lechuzas atenienses", que todavía hoy se utilizan para ilustrar la moneda de euro que es acuñada en Grecia.
Las monedas tenían varios usos en el mundo griego:
- Servían como dinero, para realizar intercambios comerciales, y siendo utilizados por las ciudades-estado sobre todo para la contratación de mercenarios y para el pago a los ciudadanos por sus servicios.
- Eran una fuente de ingresos. Los extranjeros tenían que intercambiar su moneda por la local con un tipo de cambio favorable a la ciudad estado.
- Servían como una forma de almacenar metales preciosos y así poder trasladarlos como bien de consumo. Eso explica los descubrimientos de monedas atenienses con altas concentraciones de plata a grandes distancias de la ciudad.
- Por último, la producción de moneda propia suponía para la ciudad-estado que la llevaba a cabo un cierto prestigio frente a la que no era capaz de hacerlo.